# Sofija Andruchovyč
Sofija Andruchovyč (přechýleně Andruchovyčová, ukrajinsky Софія Андрухович, Sofija Andruchovyč; * 17. listopadu 1982, Ivano-Frankivsk, Ukrajina) je ukrajinská spisovatelka, překladatelka z polštiny do ukrajinštiny a publicistka.

## Život
Narodila se 17. listopadu 1982 v Ivano-Frankivsku. Je dcerou známého ukrajinského spisovatele Jurije Andruchovyče. Jejím manželem je ukrajinský básník a publicista Andrij Bondar. Napsala několik knih prózy, mezi nimi Losos (2007) a dosud poslední Felix Austria (2014). Je spoluredaktorkou časopisu Четвер (Čtvrtek). Často publikuje v denním tisku. V roce 2015 byla hostem Měsíce autorského čtení. Ve stejném roce byl s autorem natočen portrét pro cyklus Ukrajinská čítanka - Ukrajina, davaj, Ukrajiny, který vznikl v koprodukci nakladatelství Větrné mlýny a tří veřejnoprávních televizí z Česka (ČT), Polska (TVP) a Slovenska (RTVS). Režisérem dílu je Pavel Řehořík.
Žije v Kyjevě. 10. března 2008 se jí narodila dcera Varvara.

## Dílo
- Léto Mileny (Літо Мілени, 2002)
- Staří lidé (Старі люди, 2003)
- Ženy jejich mužů (Жінки їхніх чоловіків, 2005)
- Losos (Сьомга, 2007)
- Felix Austria (Фелікс Австрія, 2014)

## Ocenění
- Laureátka literární ceny vydavatelství Смолоскип (Pochodeň).

## Překlady
- Manuela Gretkowská: Europejka (Překlad z polštiny)
- Joanne Rowlingová: Harry Potter a Ohnivý pohár (Překlad z angličtiny společně s Viktorem Morozovem).

## České překlady
- Expres Ukrajina. Antologie ukrajinské povídky, 2008. Povídka Navždy spolu (v originále Фореватуґеза). Překlad: Rita Ida Kindlerová.
- Bořilová, Martina et al. Třiatřicet: mladá česká, německá, polská, slovenská a ukrajinská próza. 1. vyd. Olomouc: Univerzita Palackého v Olomouci, 2011. 234 s. Monografie. ISBN 978-80-244-2735-5.
- Andruchovyč, Sofija a Durická, Táňa, ed. Maňásci. Překlad Táňa Durická. V češtině vydání první. [Brno]: Větrné mlýny, 2015. 52 stran. Knihovna MAČ; 07. ISBN 978-80-7443-131-9.
- Felix Austria. Překlad Petr Kalina. V češtině vydání první. [Brno]: Větrné mlýny, 2017. 351 stran. ISBN 978-80-7443-251-4.